# قسطجون (ترنوس)
قسطجون التُّرنوس أو قسطجون دي تُرنوس هي بلدية تقع في مقاطعة طرويل في أرغون بإسبانيا. بلغ عدد سكان البلدية 91 نسمة وفقًا لتعداد عام 2004 (INE).